# Троицкое (Любашёвский район)
Троицкое (укр. Троїцьке) — село на Украине, Любашёвском районе Одесской области Украины. Население — 2,3 тыс. человек. Расположено на реке Тилигул, в 23 км от районного центра Любашёвка.
Прежние названия — Волхонское, Свято-Троицкое.
В начале XIX века здесь существовало имение, принадлежащее Зинаиде Волконской, которое так и называлось — Волконское. После строительства церкви (1811 г.) его переименовали в Троицкое. В 1825 году здесь было 206 дворов, 626 душ мужского населения.
Начиная XIX века село было волостным местечком Ананьевского уезда Херсонской губернии (в волость входили Троицкое с хуторами, Катериновка, Бернардовка, Новокарбовка, Комаровка, Малая Василевка, Михайловка, Анновка, Великая Василевка, Фёдоровка, Великобоярка), а затем — районным центром Одесской области. В 1957 году Троицкий район был объединен с Любашевским.
Находится на трассе Киев — Одесса.
В Троицком расположены школа-интернат для детей-сирот, общеобразовательная школа, детсад, больница, сельсовет, Свято-Троицкая церковь, нотариальная контора, рынок при автотрассе, несколько крупных и мелких агро-предприятий.

## Известные личности
- Дина Михайловна Фрумина (1914—2005) — одесская художница (родилась и училась в школе в селе).
- Ростислав Палецкий — мастер народного творчества.
- Анатолий Войтенко — профессор (родился в 1935 г. в селе)
- Чернец Иван Арсентьевич (1920—1999) — герой войны, летчик, писатель.
- Г. В. Василенко — полный кавалер ордена Славы.[3]
- Герасименко Владимир Филиппович, доктор наук, профессор (1948 г.р., родился в с. Троицкое, проректор Одесского государственного аграрного университета)